# Arturo Rivarola
Arturo Rivarola Trappe, född 2 november 1989, är en paraguayansk roddare.
Rivarola tävlade för Paraguay vid olympiska sommarspelen 2016 i Rio de Janeiro, där han slutade på 24:e plats i singelsculler.